# アルフォンソ・デ・ボルボーン・イ・バッテンベルグ
アルフォンソ・デ・ボルボン・イ・バッテンベルグ（スペイン語: Alfonso de Borbón y Battenberg, 1907年5月10日 - 1938年9月6日）は、スペインの王族。

## 生涯
スペイン国王アルフォンソ13世と王妃ビクトリア・エウヘニアの長男として生まれる。法定推定相続人としてアストゥリアス公の称号を授けられた。末弟のゴンサーロ同様、アルフォンソは母方の曾祖母であるイギリス女王ヴィクトリア由来の遺伝性の血友病を抱えていた。
1931年4月、共和制成立により王家はフランスへ逃れた。
1933年にキューバ出身の平民エデルミラ・サンペドロ・イ・ロバトと貴賤結婚し、アストゥリアス公の称号と王位継承権を放棄したことで以降彼はコバドンガ伯と呼ばれるようになった。アルフォンソがアストゥリアス公位を返上した後、次弟のハイメが継承するとされていたが、幼少期に受けた手術によって聾唖者となっていたため、アストゥリアス公となることを拒んだ。このため、四弟のフアンが王位継承順位第1位となった。
1937年5月8日にエデルミラと離婚し、同年7月3日に同じくキューバ出身のマルタ・エステル・ロカフォルト・イ・アルトゥザッラと再婚するが、1938年1月8日に再び離婚した。どちらの結婚でも子供を得られなかった。
1938年9月、マイアミで自動車の運転を誤って電話ボックスへ衝突し、病院へ運ばれた。外傷はそれほど酷くなかったものの、血友病患者であったために内出血が命取りとなり、31歳で死去した。
マイアミのウッドローン公園墓地に埋葬されたが、1985年になってエル・エスコリアル修道院へ改葬された。